# ギャルズ
ギャルズは、かつて太田プロダクションで活動していたお笑いトリオ。2020年2月13日解散。

## メンバー
- ベーグル吉村（べーぐるよしむら、1986年7月17日（38歳） - ）
本名：吉村 勇輝（よしむら ゆうき）
愛知県春日井市出身
身長176cm、血液型B型
愛知県立春日井高等学校[1]、南山大学卒業[2]。
特技はブレイクダンス。東海大会で優勝し、全国大会でもベスト16に入ったことがある。ブレイクダンスをして、手も足も使わず頭だけでペットボトルを潰すという芸があり、『芸人報道』『アッコにおまかせ!』などでこれを披露した[3][4]。『あらびき団』では毎回、他の2人は導入部のコントのみに登場し、その後はすべて吉村の肉体芸である。
普通自動車免許有り。
かつてコンビ『メロンパンドリル』で活動（ボケ役担当）、メロンパンドリル解散後はピン芸人としても活動[2]。

- 戦艦蓮見。（せんかんはすみ、1986年6月25日（38歳） - ）
本名：蓮見 将啓（はすみ まさひろ）
埼玉県行田市出身
身長162cm、血液型O型
趣味は格闘技鑑賞、パチンコ、オートバイ、筋力トレーニング、節約など。
普通自動車免許、大型自動二輪車免許有り。
東洋大学卒業。大学生時代は落語研究会に所属[5]、大学生時代は元リンシャンカイホウの鈴木弘治とコンビ『野武士。』を組んで活動[6]。

- 手塚ジャスティス（てづかじゃすてぃす、1988年2月21日（37歳） - ）
本名：手塚 友悠（てづか ともひさ）
栃木県宇都宮市出身
身長177cm、血液型O型
特技はスクリームの顔真似[7]。
普通自動車免許、簿記能力認定試験3級、英検4級[8]の各資格有り。
スター・ウォーズ・シリーズ、プロ野球観戦（主にセントラル・リーグ）、1990年代のヴィジュアル系を好む。スワローズ2級も持っている[8]。
自称、多くの必殺技を持つ「正義の化身」[9]。
高校卒業後の2006年にスクールJCAに15期生として入り、かつてはプロダクション人力舎所属のコンビ『ヤッコサンダットサン』で活動。

（#外部リンクの「公式プロフィール」も参照）

## 略歴・芸風
2009年4月、蓮見と手塚が太田プロエンタテイメント学院1期生として入学。2010年3月に同校を卒業し、同年4月から蓮見と手塚のコンビで『ギャルズ』結成。2012年2月にベーグル吉村が加入し、トリオとなる。太田プロライブ『月笑』では、2012年4月の回で優勝。
ネタは主にコントで、自作の衣装、小道具、効果音を多用した物が多く、漫画やアニメのようなコントとも言われている（「戦隊ヒーローの怪しい裏側」のネタなど）。
蓮見のピン芸には「止まれない男」として、全裸に股間を新聞で隠しただけの姿で走るというものがある。
2020年2月12日、TBSテレビ『水曜日のダウンタウン』で解散が発表された。この放送翌日、2020年2月13日に出演するライブ「復活！シャイニングスーパーボルケーノショー」（K-PRO主催、東京・新宿ハイジアV-1）が最後の活動となり、解散後は手塚と吉村は新コンビ『ポメラン』を結成。蓮見は『蓮見こてつ』名義でピン芸人に転向する。

## 出演

### テレビ
- カイブツ（日本テレビ）- 蓮見のみ、大学生時代の2007年11月3日に『野武士。』として、2007年10月21日、11月25日、2008年1月13日の各回はピンで出演
- とんねるずのみなさんのおかげでした・博士と助手〜細かすぎて伝わらないモノマネ選手権〜（フジテレビ）手塚、蓮見のみ
- 森田一義アワー 笑っていいとも!（フジテレビ）、手塚のみ
- ナマイキ!あらびき団（TBSチャンネル2）
- スパモク!!『今! この芸人が面白い 爆問パワフルフェイス! 見逃し厳禁ネタ30連発』（TBS）- 2011年11月24日　、吉村のみ
- スタードラフト会議（日本テレビ）- 2012年4月3日 、吉村のみ
- ハッピーMusic（日本テレビ）
- ネタ鑑定（TOKYO MX）
- お笑い図鑑 ハマヌキ（テレビ神奈川）
- イブニング6「とことん!芸人魂」（とちぎテレビ）蓮見、手塚のみ
- BSブランチ（BS-TBS）、吉村のみ
- ファンクラブ体験バラエティー。熱狂俱楽部（メ〜テレ）、手塚、蓮見のみ
- 新進気鋭（日本テレビ）- 2012年6月16日
- 『ぷっ』すま（テレビ朝日）- 2012年8月21日
- 踊RI場（テレビ東京）- 2012年11月25日
- マバタキー（フジテレビ）- 2012年12月31日（第1回）
- アッコにおまかせ!（TBS）- 2013年8月11日、吉村のみ
- おはスタ（テレビ東京）- 2013年9月16日
- 芸人報道（日本テレビ）- 2014年2月4日、吉村のみ
- ZIP!（日本テレビ）- 2014年7月23日、手塚のみ
- はじめまして日本の芸能人です!まさかのキャラかぶってましたSP（ABCテレビ）- 吉村のみ
- トラの門スポーツ（テレビ東京）- 2015年1月24日、2015年1月31日、手塚のみ
- 時間がある人しか出れないTV（TBS）- 2015年3月3日・3月10日、吉村のみ
- おーい!ひろいき村（フジテレビ）- 2015年6月27日、2015年11月7日
- PON!（日本テレビ）- 2015年12月16日「お笑い数うちゃPON!」コーナー
- ツギクルもん（フジテレビ）- 2016年1月1日・2月13日　蓮見のみ
- 初詣!爆笑ヒットパレード（フジテレビ）- 2016年1月1日、蓮見のみ、この2番組前で同じく生放送だった「ツギクルもん」で「一番良かった芸人」に選ばれ、爆笑ヒットパレード出演の権利を得て出演[20]。2017年1月1日は全員で出演
- 有吉ベース（2016年1月- 、フジテレビONE）
- 東京オーディション(仮)（TOKYO MX）- 2016年2月8日深夜初出演
- じわじわチャップリン（テレビ東京）
- 有田ジェネレーション（TBS）- 2016年5月31日深夜、2017年1月12日・1月19日・1月26日
- ビートたけしのフランスは本当に勲章をくれたのかTV（TBS）- 2016年12月26日深夜
- ぐるナイ!おもしろ荘 若手にチャンスを頂戴今年も誰か売れてSP（日本テレビ、2017年1月1日） - ミニコーナーに出演し、ショートネタ、特技を披露。
- 新春さんま総選挙2017（TBS）- 2017年1月3日
- お願い!ランキング（テレビ朝日）- 2017年4月6日・4月18日・5月11日
- サンバリュ 「THE 城攻め」（日本テレビ）- 2017年5月7日、蓮見、手塚のみ
- あらびき団夏祭り2017（TBS）- 2017年7月13日、吉村のみ
- ウチのガヤがすみません!（日本テレビ）- 2017年10月3日初出演
- にちようチャップリン（テレビ東京）- 2017年10月15日、手塚、吉村のみ
- サンバリュ「THE 城攻め2」（日本テレビ）- 2017年11月18日
- 笑レース（フジテレビ）- 2017年12月25日
- 有吉の壁 （日本テレビ）- 2017年12月27日
- ビートたけしの何故勲章をくれないのかSP（TBSテレビ）- 2017年12月27日
- あらびき団4時間スペシャル（TBSテレビ）- 2017年12月29日
- 世界まる見え!テレビ特捜部（日本テレビ）- 2018年2月5日
- ウチのガヤがすみません! （日本テレビ）- 2018年3月20日
- 嵐にしやがれ（日本テレビ）- 2018年9月15日
- 特捜警察ジャンポリス（テレビ東京）- 2018年9月22日
- スマートフォンデュ（テレビ朝日）- 2018年9月27日
- おはスタ（テレビ東京）- 2018年10月10日・17日
- ビートたけしの独立してマージン分ギャラ下げるからあと2回ヤラせてTV（テレビ朝日）- 2018年12月26日
- 朝まであらびき団SP あら1グランプリ2018 （TBSテレビ）- 2018年12月29日
- カミヒトエ!（テレビ朝日）- 2019年1月4日
- 超問クイズ! 真実か?ウソか?（日本テレビ）- 2019年8月2日
- じゃじゃじゃじゃ〜ン!（フジテレビ）- 2019年9月2日
- 水曜日のダウンタウン（TBSテレビ）- 2020年2月12日

### ラジオ
- サンドウィッチマンの天使のつくり笑い（NHKラジオ第1放送）- 2016年5月10日初出演